# Александър Райчев
Александър Иванов Райчев е български композитор и музикален педагог.

## Биография
Роден е на 11 април 1922 година в град Лом. Израства в бедно семейство, в което всички синове стават музиканти. Негови братя са оперния деец Ромео Райчев и диригента и композитор Виктор Райчев. През 1947 година завършва пиано и композиция при Панчо Владигеров в Държавната музикална академия. След дипломирането си, специализира композиция и дирижиране в Музикалната академия „Ференц Лист“ в Будапеща, където е възпитаник на диригента Ярош Ференчик и композитора Золтан Кодай.
Негово дело е симфонична, камерна, хорова, детска, музикално-сценична и филмова музика. Творчеството му включва четири опери, шест симфонии, два балета, хорови и детски песни, увертюри, сюити и концерти за различни инструменти и музикални състави. Автор е на музиката към българските игрални филми „Наша земя“ (1952), „Години за любов“ (1957), „Капитанът“ (1963) и „Опак човек“ (1973).
Извършва също педагогическа дейност. През 1950 година започва да преподава в Държавната музикална академия. Впоследствие става професор по хармония, а по-късно по композиция. От 1972 до 1979 година е ректор на консерваторията.
Член е на различни организации, сред които са Съюз на българските композитори, Съюз на българските филмови дейци, Кралската академия за наука и изящни изкуства в Брюксел (почетен член-академик) и Международната асоциация за съвременна музика в Баден-Баден (почетен член).
Удостоен е с различни награди и ордени. Той е два пъти носител на Димитровска награда. Обявен е също за народен артист и герой на социалистическия труд. Депутат в VI, VII, VIII и IX народно събрание.
Умира на 28 октомври 2003 година и е погребан в Централните софийски гробища.

## Памет
На професор Александър Райчев е наречена улица в квартал „Драгалевци“ в София (Карта).

## Частично творчество

### Опери
- „Мост“;
- „Вашето присъствие“ (радиопера);
- „Тревога“;
- „Хан Аспарух“.[1]

### Балети
- „Хайдушка песен“;
- „Изворът на белоногата“.[1]

### Симфонии
- "Симфония № 1„Той не умира“;
- Симфония № 2 „Новият Прометей“;
- "Симфония № 3 „Устреми“;
- „Симфония №4“;
- „Симфония №5“;
- „Литургична“.[1]

### Увертюри
- „Светъл ден“;
- „Сияйна зора“;
- „Академична“;
- „Фестивална“;
- „Възхвала“.[1]